# Dongshan Dongzuxiang
Dongshan Dongzuxiang är en ort i Kina. Den ligger i provinsen Hunan, i den södra delen av landet, omkring 350 kilometer sydväst om provinshuvudstaden Changsha. Antalet invånare är 1 390.
Runt Dongshan Dongzuxiang är det ganska tätbefolkat, med 116 invånare per kvadratkilometer. Närmaste större samhälle är Zhaishi Miaozu Dongzuxiang, 18,0 km sydost om Dongshan Dongzuxiang. I omgivningarna runt Dongshan Dongzuxiang växer i huvudsak blandskog.
Genomsnittlig årsnederbörd är 1 744 millimeter. Den regnigaste månaden är maj, med i genomsnitt 268 mm nederbörd, och den torraste är december, med 63 mm nederbörd.